# Nati nel 1933/Luglio
| Questa pagina contiene informazioni ricavate automaticamente dalle voci biografiche con l'ausilio del template Bio e di un bot. L'aggiornamento è periodico e automatico e ricostruisce completamente la pagina. Se manca una persona in questa lista, sei pregato di non aggiungerla, ma accertati piuttosto che la sua voce biografica contenga il template Bio e che i dati anagrafici siano correttamente compilati. Se il template Bio manca, inseriscilo tu stesso o, in alternativa, metti l'avviso {{tmp\|Bio}} che ne segnala la mancanza. Se i dati riportati sono sbagliati, correggi direttamente la voce biografica; le modifiche saranno visibili in questa lista entro pochi giorni. Per chiarimenti vedi il progetto biografie. La lista contiene solo le 160 persone che sono citate nell'enciclopedia e per le quali è stato implementato correttamente il template Bio. Pagina aggiornata al 18 ago 2025. |

- 1º luglio - Rashied Ali, batterista statunitense († 2009)
- 1º luglio - Félix Ayo, violinista spagnolo († 2023)
- 1º luglio - Covington Scott Littleton, antropologo statunitense († 2010)
- 1º luglio - Dom Orejudos, artista, ballerino e coreografo statunitense († 1991)
- 1º luglio - Toini Pöysti, fondista finlandese († 2024)
- 1º luglio - Alfredo Rizzo, mezzofondista e siepista italiano († 2023)
- 1º luglio - Sam Rutigliano, ex giocatore di football americano e allenatore di football americano statunitense
- 1º luglio - Sergio Santelli, calciatore italiano († 2015)
- 1º luglio - Julio Vial, calciatore cileno († 2016)
- 2 luglio - Paul Huntley, parrucchiere e truccatore britannico († 2021)
- 2 luglio - Amos Lin, cestista e allenatore di pallacanestro israeliano († 2020)
- 3 luglio - Guram Abashidze, ex cestista sovietico
- 3 luglio - Lynn Cohen, attrice statunitense († 2020)
- 3 luglio - Ligorio López, calciatore messicano († 1993)
- 3 luglio - Xavier Mabille, politologo e storico belga († 2012)
- 3 luglio - Ted Pierce, ex pallanuotista australiano
- 4 luglio - Lars Monrad-Krohn, ingegnere e imprenditore norvegese
- 4 luglio - Miriam Stevenson, modella statunitense
- 5 luglio - Mario Cantini, compositore, editore e produttore discografico italiano († 2024)
- 5 luglio - Yves Gominon, cestista francese († 2016)
- 5 luglio - Paul-Gilbert Langevin, musicologo francese († 1986)
- 5 luglio - David G. P. Taylor, diplomatico e politico britannico († 2007)
- 6 luglio - Henry Anglade, ciclista su strada francese († 2022)
- 6 luglio - Antonio Díaz-Miguel, cestista e allenatore di pallacanestro spagnolo († 2000)
- 6 luglio - Al Ferrari, cestista statunitense († 2016)
- 6 luglio - Agostino Gambino, giurista italiano († 2021)
- 6 luglio - Ferrando Mantovani, giurista e criminologo italiano († 2024)
- 6 luglio - Marcel Marnat, musicologo, giornalista e biografo francese († 2024)
- 6 luglio - Juan Carlos Mesías, calciatore uruguaiano († 2002)
- 6 luglio - Moisés Navedo, cestista portoricano († 2013)
- 7 luglio - Gerhard Franke, calciatore tedesco orientale († 1997)
- 7 luglio - Murray Halberg, mezzofondista neozelandese († 2022)
- 7 luglio - Shankar Laxman, hockeista su prato indiano († 2006)
- 7 luglio - David McCullough, storico statunitense († 2022)
- 7 luglio - Leonella Prato Caruso, traduttrice e docente italiana
- 8 luglio - Bucky Bockhorn, ex cestista statunitense
- 8 luglio - Salvatore Lanzafame, cestista e pallanuotista italiano († 2009)
- 8 luglio - Malcolm Musgrove, calciatore e allenatore di calcio inglese († 2007)
- 8 luglio - Peter Orlovsky, poeta statunitense († 2010)
- 8 luglio - Claudio Sorgi, presbitero, scrittore e conduttore televisivo italiano († 1999)
- 9 luglio - Felipe Fernández, cestista argentino († 2012)
- 9 luglio - Nodar Gabunia, pianista, compositore e insegnante georgiano († 2000)
- 9 luglio - Ėlem Germanovič Klimov, regista russo († 2003)
- 9 luglio - Renato Pestriniero, scrittore italiano
- 9 luglio - Alieto Pieri, scrittore italiano († 2005)
- 9 luglio - Oliver Sacks, neurologo e scrittore britannico († 2015)
- 9 luglio - Siegfried Woitzat, calciatore tedesco orientale († 2008)
- 10 luglio - Carlo Chendi, fumettista italiano († 2021)
- 10 luglio - Tommy Hamill, calciatore nordirlandese († 1996)
- 10 luglio - Anna Mainardi Fava, politica italiana († 2003)
- 10 luglio - Ivan Passer, regista e sceneggiatore ceco († 2020)
- 10 luglio - Yang Chuan-Kwang, multiplista taiwanese († 2007)
- 11 luglio - Allan Ėrdman, ex tiratore a segno sovietico
- 11 luglio - Ernst Jacobi, attore e doppiatore tedesco († 2022)
- 11 luglio - Ermanno Tarabbia, calciatore e allenatore di calcio italiano († 2014)
- 11 luglio - Janet Thompson, cestista statunitense († 2014)
- 12 luglio - Brian Cant, attore, conduttore televisivo e scrittore britannico († 2017)
- 12 luglio - Boris Razinskij, allenatore di calcio e calciatore sovietico († 2012)
- 12 luglio - Donald E. Westlake, scrittore e sceneggiatore statunitense († 2008)
- 13 luglio - Keiko Awaji, attrice giapponese († 2014)
- 13 luglio - Alessandro Bazzoni, ex calciatore italiano
- 13 luglio - Piero Manzoni, artista italiano († 1963)
- 13 luglio - Michael Spillane, mafioso statunitense († 1977)
- 13 luglio - David Storey, drammaturgo e scrittore inglese († 2017)
- 13 luglio - Enzo Zotti, politico italiano
- 14 luglio - Richard Barrett, cantante, cantautore e produttore discografico statunitense († 2006)
- 14 luglio - Fernanda Santorsola, funzionaria italiana
- 14 luglio - Masae Kasai, pallavolista giapponese († 2013)
- 14 luglio - Daniele Piombi, conduttore televisivo, conduttore radiofonico e autore televisivo italiano († 2017)
- 15 luglio - Julian Bream, chitarrista e liutista britannico († 2020)
- 15 luglio - Guido Crepax, fumettista italiano († 2003)
- 15 luglio - John Hopfield, fisico statunitense
- 15 luglio - Alicja Miguła, cestista polacca († 2013)
- 16 luglio - Brad Harris, attore e produttore cinematografico statunitense († 2017)
- 16 luglio - Maria Teresa Morreale, linguista e germanista italiana († 1996)
- 17 luglio - Elvira Banotti, giornalista e scrittrice italiana († 2014)
- 17 luglio - Bruno Di Porto, storico italiano († 2023)
- 17 luglio - Mimi Hines, attrice, cantante e cabarettista canadese († 2024)
- 17 luglio - Karmenu Mifsud Bonnici, politico maltese († 2022)
- 18 luglio - Giancarlo Agazzi, hockeista su ghiaccio e dirigente sportivo italiano († 1995)
- 18 luglio - Leandro Faggin, pistard e ciclista su strada italiano († 1970)
- 18 luglio - Syd Mead, designer e illustratore statunitense († 2019)
- 18 luglio - Gaston Orellana, pittore spagnolo
- 18 luglio - William Salice, dirigente d'azienda e inventore italiano († 2016)
- 18 luglio - Raymond Murray Schafer, compositore, scrittore e ambientalista canadese († 2021)
- 18 luglio - Jean Yanne, attore, sceneggiatore e regista francese († 2003)
- 19 luglio - Annarosa Garatti, attrice e doppiatrice italiana († 2024)
- 19 luglio - Roberto Leopardi, ex calciatore uruguaiano
- 19 luglio - Michel Lévêque, funzionario francese
- 20 luglio - Cormac McCarthy, scrittore, drammaturgo e sceneggiatore statunitense († 2023)
- 20 luglio - Gennaro Picinni, pittore italiano († 2022)
- 20 luglio - Emilio Podestà, politico italiano
- 20 luglio - Luigi Enrico Rossi, grecista e filologo classico italiano († 2009)
- 20 luglio - Mario Schiano, sassofonista italiano († 2008)
- 20 luglio - Rex Williams, giocatore di snooker inglese
- 21 luglio - Ruby Cannon, ex cestista statunitense
- 21 luglio - Ruth Cannon, cestista statunitense († 2005)
- 21 luglio - John Gardner, scrittore e insegnante statunitense († 1982)
- 21 luglio - Amedeo Gasparini, calciatore italiano († 1968)
- 22 luglio - Jesús Castro, calciatore uruguaiano († 1988)
- 22 luglio - Giuseppe Antonio Dal Maso, politico italiano
- 22 luglio - Jana Rabasová, ginnasta cecoslovacca († 2008)
- 22 luglio - C. V. Sridhar, regista, sceneggiatore e produttore cinematografico indiano († 2008)
- 22 luglio - István Szimcsák, calciatore ungherese († 2003)
- 23 luglio - Raimund Johann Abraham, architetto austriaco († 2010)
- 23 luglio - Bert Convy, attore, cantante e regista statunitense († 1991)
- 23 luglio - Sergio Macoratti, cestista italiano († 2000)
- 23 luglio - Porfirio Muñoz Ledo, politico e diplomatico messicano († 2023)
- 23 luglio - Richard Rogers, architetto inglese († 2021)
- 23 luglio - Wolfango Zappasodi, politico italiano († 2004)
- 24 luglio - John Aniston, attore greco († 2022)
- 24 luglio - Ladislav Bačík, nuotatore e pallanuotista cecoslovacco († 2016)
- 24 luglio - Gabriella Chioma, giornalista e scrittrice italiana
- 24 luglio - Jerzy Harasymowicz, poeta polacco († 1999)
- 24 luglio - Francisco Yegros, cestista paraguaiano († 1995)
- 25 luglio - Georgi Atanasov, politico bulgaro († 2022)
- 25 luglio - George Dickerson, attore statunitense († 2015)
- 25 luglio - Giuseppe Farina, imprenditore e dirigente sportivo italiano († 2025)
- 25 luglio - Ed Fleming, cestista e allenatore di pallacanestro statunitense († 2002)
- 25 luglio - Elwyn Friedrich, hockeista su ghiaccio e allenatore di hockey su ghiaccio svizzero († 2012)
- 25 luglio - Adolfo Lubnicki, cestista argentino († 2015)
- 25 luglio - George Shaw, giocatore di football americano statunitense († 1998)
- 25 luglio - Ken Swofford, attore statunitense († 2018)
- 26 luglio - Giovanni Ferretti, filosofo, storico della filosofia e teologo italiano
- 26 luglio - Kathryn Hays, attrice statunitense († 2022)
- 26 luglio - Attilio Moresi, ciclista su strada svizzero († 1995)
- 26 luglio - Yoshi Oida, attore e regista teatrale giapponese
- 26 luglio - Edmund Phelps, economista statunitense
- 26 luglio - Yoshio Yoshida, giocatore di baseball e allenatore di baseball giapponese († 2025)
- 27 luglio - Marlene Ahrens, giavellottista cilena († 2020)
- 27 luglio - Mal Arnold, attore statunitense
- 27 luglio - Chris Lawrence, pilota automobilistico britannico († 2011)
- 27 luglio - Anton Popovič, linguista cecoslovacco († 1984)
- 27 luglio - Alena Reichová, ginnasta cecoslovacca († 2011)
- 28 luglio - Jan Gulbrandsen, calciatore norvegese († 2016)
- 28 luglio - Charlie Hodge, hockeista su ghiaccio canadese († 2016)
- 28 luglio - Tom Johannessen, calciatore norvegese († 1991)
- 28 luglio - Maurice Moucheraud, ciclista su strada francese († 2020)
- 28 luglio - Maria Teresa di Borbone-Parma, attivista († 2020)
- 29 luglio - Lou Albano, statunitense († 2009)
- 29 luglio - Valeriano Dalzini, pittore e restauratore italiano († 2019)
- 29 luglio - Colin Davis, pilota automobilistico britannico († 2012)
- 29 luglio - Robert Fuller, attore statunitense
- 29 luglio - Lucia Marcucci, artista e scrittrice italiana
- 29 luglio - Anne Rogers, attrice, cantante e ballerina inglese
- 29 luglio - José Varela, regista, attore e scrittore francese († 2019)
- 30 luglio - Mary Arden, attrice, modella e imprenditrice statunitense († 2014)
- 30 luglio - Edd Byrnes, attore statunitense († 2020)
- 30 luglio - Gerda Kraan, ex mezzofondista olandese
- 30 luglio - Ben Piazza, attore statunitense († 1991)
- 30 luglio - Jean-Jacques Susini, politico francese († 2017)
- 30 luglio - Odette Vollenweider, compositrice di scacchi svizzera († 2021)
- 30 luglio - Dick Welsh, cestista statunitense († 2023)
- 31 luglio - Romano Battaglia, giornalista, scrittore e poeta italiano († 2012)
- 31 luglio - Kathleen Case, attrice statunitense († 1979)
- 31 luglio - Elise Cowen, poetessa statunitense († 1962)
- 31 luglio - Lars Lennart Forsberg, regista e sceneggiatore svedese († 2012)
- 31 luglio - Robert Hollander, filologo statunitense († 2021)
- 31 luglio - Cees Nooteboom, scrittore olandese
- 31 luglio - Francesco Panzino, arbitro di calcio italiano († 2021)